# Championnats d'Afrique d'haltérophilie 2021
Navigation
Édition précédente Édition suivante
Les Championnats d'Afrique d'haltérophilie 2021 se déroulent du 24 au 31 mai 2021 à Nairobi (Kenya).
En raison de la pandémie de Covid-19, ces championnats se disputent entièrement à huis clos.
La compétition qualificative pour les Jeux olympiques de Tokyo, qui devait au départ se dérouler à Maurice, est initialement programmée du 28 mars au 8 avril 2021 à Antananarivo avant d'être reportés du 16 au 22 mai en raison de difficultés pour plusieurs nations participantes de réserver des vols vers Madagascar durant cette période.
Elle est ensuite reportée à fin mai et délocalisée à Nairobi, entraînant les critiques en raison de la situation sanitaire au Kenya et du peu de temps laissé au Kenya pour organiser les championnats, avec seulement 15 jours de préparation.
Les athlètes sont par ailleurs critiques sur ces championnats, qui se déroulent dans des conditions médiocres ; la plateforme de compétition est jugée instable, la zone d'entraînement est située dans un parking ouvert au public. Le Tunisien Karem Ben Hnia, médaillé d'or, pense que l'« Afrique devrait avoir honte » et que l'organisation est « très, très, très mauvaise ». La Camerounaise Clémentine Meukeugni, également championne d'Afrique, déclare qu'il s'agit de la « pire compétition à laquelle elle n'a jamais participée ». Ces championnats sont aussi le cadre d'élections au sein de l'Union africaine de gymnastique réalisées au début de ces championnats.
La catégorie des super-lourds féminines (plus de 87 kg) n'est pas disputée faute de participantes.

## Nations participantes
79 haltérophiles de 14 nations participent à ces championnats. 
- Afrique du Sud (2 hommes et 1 femme)
- Algérie (9 hommes et 5 femmes)
- Botswana (2 hommes et 1 femme)
- Cameroun (4 hommes et 2 femmes)
- Ghana (1 homme)
- Kenya (4 hommes et 5 femmes)
- Lesotho (2 hommes)
- Libye (1 homme)
- Madagascar (3 hommes et 1 femme)
- Maroc (2 hommes et 1 femme)
- Nigeria (1 homme et 6 femmes)
- République démocratique du Congo (9 hommes et 1 femme)
- Ouganda (6 hommes)
- Tunisie (5 hommes et 5 femmes)

## Femmes
| Épreuve     | Or                                 | Argent                        | Bronze                         |       |       |
| 45 kg       | 45 kg                              | 45 kg                         | 45 kg                          | 45 kg | 45 kg |
| ----------- | ---------------------------------- | ----------------------------- | ------------------------------ | ----- | ----- |
| Arraché     | Rosina Randafiarison 65 kg         | Janet Uduor 42 kg             | Non attribuée                  |       |       |
| Épaulé-jeté | Rosina Randafiarison 70 kg         | Janet Uduor 50 kg             | Non attribuée                  |       |       |
| Total       | Rosina Randafiarison 135 kg        | Janet Uduor 92 kg             | Non attribuée                  |       |       |
| 49 kg       |                                    |                               |                                |       |       |
| Arraché     | Zohra Chihi 72 kg                  | Stella Kingsley 71 kg         | Augustina Nkem Nwaokolo 71 kg  |       |       |
| Épaulé-jeté | Stella Kingsley 95 kg              | Zohra Chihi 92 kg             | Augustina Nkem Nwaokolo 89 kg  |       |       |
| Total       | Stella Kingsley 166 kg             | Zohra Chihi 164 kg            | Augustina Nkem Nwaokolo 160 kg |       |       |
| 55 kg       |                                    |                               |                                |       |       |
| Arraché     | Adijat Olarinoye 90 kg             | Fatima Zohra Laghouati 75 kg  | Caroline Wairimu 40 kg         |       |       |
| Épaulé-jeté | Adijat Olarinoye 110 kg            | Fatima Zohra Laghouati 80 kg  | Caroline Wairimu 60 kg         |       |       |
| Total       | Adijat Olarinoye 200 kg            | Fatima Zohra Laghouati 155 kg | Caroline Wairimu 100 kg        |       |       |
| 59 kg       |                                    |                               |                                |       |       |
| Arraché     | Rafiatu Folashade Lawal 90 kg      | Nouha Landoulsi 89 kg         | Anneke Spies 75 kg             |       |       |
| Épaulé-jeté | Rafiatu Folashade Lawal 111 kg     | Winny Chepngeno Langat 81 kg  | Magdeline Moyengwa 75 kg       |       |       |
| Total       | Rafiatu Folashade Lawal 201 kg     | Winny Chepngeno Langat 142 kg | Magdeline Moyengwa 135 kg      |       |       |
| 64 kg       |                                    |                               |                                |       |       |
| Arraché     | Joy Ogbonne Eze 88 kg              | Ikram Cherrara 65 kg          | Rachael Achieng Kengere 60 kg  |       |       |
| Épaulé-jeté | Joy Ogbonne Eze 110 kg             | Ikram Cherrara 75 kg          | Rachael Achieng Kengere 70 kg  |       |       |
| Total       | Joy Ogbonne Eze 198 kg             | Ikram Cherrara 140 kg         | Rachael Achieng Kengere 130 kg |       |       |
| 71 kg       |                                    |                               |                                |       |       |
| Arraché     | Yousra Abidi 82 kg                 | Kheira Hammou 80 kg           | Jawaher Gesmi 78 kg            |       |       |
| Épaulé-jeté | Yousra Abidi 111 kg                | Jawaher Gesmi 110 kg          | Kheira Hammou 70 kg            |       |       |
| Total       | Yousra Abidi 193 kg                | Jawaher Gesmi 188 kg          | Kheira Hammou 150 kg           |       |       |
| 76 kg       |                                    |                               |                                |       |       |
| Arraché     | Jeanne Gaëlle Eyenga 96 kg         | Liadi Taiwo 91 kg             | Maghnia Hammadi 83 kg          |       |       |
| Épaulé-jeté | Jeanne Gaëlle Eyenga 117 kg        | Liadi Taiwo 116 kg            | Maghnia Hammadi 112 kg         |       |       |
| Total       | Jeanne Gaëlle Eyenga 213 kg        | Liadi Taiwo 207 kg            | Maghnia Hammadi 195 kg         |       |       |
| 81 kg       |                                    |                               |                                |       |       |
| Arraché     | Bouchra Fatima Zohra Hirech 81 kg  |                               |                                |       |       |
| Épaulé-jeté | Bouchra Fatima Zohra Hirech 105 kg |                               |                                |       |       |
| Total       | Bouchra Fatima Zohra Hirech 186 kg |                               |                                |       |       |
| 87 kg       |                                    |                               |                                |       |       |
| Arraché     | Clémentine Meukeugni 100 kg        | Ameni Ben Moussa 81 kg        | Samira Ouass 80 kg             |       |       |
| Épaulé-jeté | Clémentine Meukeugni 121 kg        | Ameni Ben Moussa 102 kg       | Samira Ouass 100 kg            |       |       |
| Total       | Clémentine Meukeugni 221 kg        | Ameni Ben Moussa 183 kg       | Samira Ouass 180 kg            |       |       |

## Hommes
| Épreuve     | Or                                         | Argent                                     | Bronze                              |       |       |
| 55 kg       | 55 kg                                      | 55 kg                                      | 55 kg                               | 55 kg | 55 kg |
| ----------- | ------------------------------------------ | ------------------------------------------ | ----------------------------------- | ----- | ----- |
| Arraché     | Jean Elariont Ricardo Ramiarimanana 100 kg | Abdelraouf Chetioui 80 kg                  | Non attribuée                       |       |       |
| Épaulé-jeté | Abdelraouf Chetioui 121 kg                 | Jean Elariont Ricardo Ramiarimanana 120 kg | Non attribuée                       |       |       |
| Total       | Jean Elariont Ricardo Ramiarimanana 220 kg | Abdelraouf Chetioui 201 kg                 | Non attribuée                       |       |       |
| 61 kg       |                                            |                                            |                                     |       |       |
| Arraché     | Emmanuel Inemo Appah 115 kg                | Amine Bouhijba 113 kg                      | Eric Andriantsitohaina 107 kg       |       |       |
| Épaulé-jeté | Amine Bouhijba 143 kg                      | Emmanuel Inemo Appah 140 kg                | Eric Andriantsitohaina 132 kg       |       |       |
| Total       | Amine Bouhijba 256 kg                      | Emmanuel Inemo Appah 255 kg                | Eric Andriantsitohaina 239 kg       |       |       |
| 67 kg       |                                            |                                            |                                     |       |       |
| Arraché     | Tojonirina Andriantsitohaina 137 kg        | Adel Lahcen 120 kg                         | Julius Ssekitoleko 100 kg           |       |       |
| Épaulé-jeté | Tojonirina Andriantsitohaina 166 kg        | Adel Lahcen 145 kg                         | Mohamed Moulabbi 131 kg             |       |       |
| Total       | Tojonirina Andriantsitohaina 303 kg        | Adel Lahcen 265 kg                         | Julius Ssekitoleko 230 kg           |       |       |
| 73 kg       |                                            |                                            |                                     |       |       |
| Arraché     | Karem Ben Hnia 150 kg                      | Nafaâ Seriak 135 kg                        | Abderrahim Moum 126 kg              |       |       |
| Épaulé-jeté | Karem Ben Hnia 180 kg                      | Nafaâ Seriak 170 kg                        | Abderrahim Moum 143 kg              |       |       |
| Total       | Karem Ben Hnia 330 kg                      | Nafaâ Seriak 305 kg                        | Abderrahim Moum 269 kg              |       |       |
| 81 kg       |                                            |                                            |                                     |       |       |
| Arraché     | Ramzi Bahloul 140 kg                       | Ahmed Valdy Njoya 131 kg                   | Samir Fardjallah 130 kg             |       |       |
| Épaulé-jeté | Ramzi Bahloul 166 kg                       | Ahmed Valdy Njoya 165 kg                   | Samir Fardjallah 161 kg             |       |       |
| Total       | Ramzi Bahloul 306 kg                       | Ahmed Valdy Njoya 296 kg                   | Samir Fardjallah 291 kg             |       |       |
| 89 kg       |                                            |                                            |                                     |       |       |
| Arraché     | Faris Touiri 165 kg                        | Maurice Oduor Aromo 102 kg                 | Non attribuée                       |       |       |
| Épaulé-jeté | Faris Touiri 170 kg                        | Maurice Oduor Aromo 132 kg                 | Non attribuée                       |       |       |
| Total       | Faris Touiri 335 kg                        | Maurice Oduor Aromo 234 kg                 | Non attribuée                       |       |       |
| 96 kg       |                                            |                                            |                                     |       |       |
| Arraché     | Ahmed Mustafa Ahmed Abuzriba 150 kg        | Christian Amoah 149 kg                     | Salim Elbagor 146 kg                |       |       |
| Épaulé-jeté | Ahmed Mustafa Ahmed Abuzriba 186 kg        | Christian Amoah 184 kg                     | Salim Elbagor 176 kg                |       |       |
| Total       | Ahmed Mustafa Ahmed Abuzriba 336 kg        | Christian Amoah 333 kg                     | Salim Elbagor 322 kg                |       |       |
| 102 kg      |                                            |                                            |                                     |       |       |
| Arraché     | Denis Joel Essama Owona 156 kg             | Farid Saadi 146 kg                         | Christoffel Frederik Reeders 130 kg |       |       |
| Épaulé-jeté | Denis Joel Essama Owona 190 kg             | Farid Saadi 171 kg                         | Christoffel Frederik Reeders 160 kg |       |       |
| Total       | Denis Joel Essama Owona 346 kg             | Farid Saadi 317 kg                         | Christoffel Frederik Reeders 290 kg |       |       |
| 109 kg      |                                            |                                            |                                     |       |       |
| Arraché     | Aymen Bacha 170 kg                         | Ayoub Dridi 135 kg                         | Non attribuée                       |       |       |
| Épaulé-jeté | Aymen Bacha 200 kg                         | Ayoub Dridi 160 kg                         | Non attribuée                       |       |       |
| Total       | Aymen Bacha 370 kg                         | Ayoub Dridi 295 kg                         | Non attribuée                       |       |       |
| +109 kg     |                                            |                                            |                                     |       |       |
| Arraché     | Walid Bidani 201 kg                        |                                            |                                     |       |       |
| Épaulé-jeté | Walid Bidani 215 kg                        |                                            |                                     |       |       |
| Total       | Walid Bidani 416 kg                        |                                            |                                     |       |       |